# Pachypodium
Pachypodium és un gènere de plantes amb flors amb espècies pertanyent a la família de les apocinàcies. Són natius de l'Àfrica, Namíbia i Angola.
És un petit arbre que aconsegueix els 6 metres d'altura amb el cos bombat. Les flors apareixen a la primavera quan l'arbre està sense fulles. Les flors són blanques i agrupades en umbel·les axil·lars. També són molt benvolguts com a planta ornamental.

## Taxonomia
- Pachypodium ambongense
- Pachypodium baronii
- Pachypodium bicolor
- Pachypodium bispinosum
- Pachypodium brevicaule
- Pachypodium cactipes
- Pachypodium decaryi
- Pachypodium densiflorum
- Pachypodium eburneum
- Pachypodium geayi
- Pachypodium gracilius
- Pachypodium horombense
- Pachypodium inopinatum
- Pachypodium lamerei
- Pachypodium lealii
- Pachypodium makayense
- Pachypodium meridionale
- Pachypodium menabeum
- Pachypodium namaquanum
- Pachypodium rosulatum
- Pachypodium rutenbergianum
- Pachypodium saundersii
- Pachypodium sofiense
- Pachypodium succulentum
- Pachypodium windsorii